# Holthusen (Weener)
Holthusen is een dorp in het Duitse deel van het Rheiderland. Het maakt deel uit van de gemeente Weener. Holthusen ligt iets ten zuiden van Weener, tussen de A 31 en de Eems. Het heeft een neogotische kerk uit 1882.
Ten westen van Holthusen ligt het natuurgebied Püttenbollen, een moerasgebied dat vroeger 's winters onder water stond, waardoor Weener vanuit het westen alleen per veerpont bereikbaar was. Volgens sagen lag hier een verdronken stad Weene(n) of Jalys.